# Robert J. Stevens
Robert J. Stevens, född 1951, är en amerikansk företagsledare som var senast styrelseordförande för världens största vapentillverkare, amerikanska Lockheed Martin Corporation, en position som han hade från april 2005 och till den 31 december 2013. Stevens var också vd för Lockheed Martin mellan 2004 och 2012. Han efterträddes på båda av Marillyn A. Hewson. Stevens hade tidigare arbetat bland annat som finansdirektör, COO och president för företaget. Dessförinnan tjänstgjorde han tre år i USA:s marinkår och arbetade för Fairchild Aircraft och Loral Corporation.
Stevens har också suttit i koncernstyrelsen för Monsanto Company och varit medlem i tankesmedjan Council on Foreign Relations.
Han avlade en master of business administration vid Columbia Business School och en master i ledarskap inom ingenjörsvetenskap vid Polytechnic Institute of New York University.